# Velîka Iaromirka, Horodok
Velîka Iaromirka (în ucraineană Велика Яромірка) este localitatea de reședință a comunei Velîka Iaromirka din raionul Horodok, regiunea Hmelnîțkîi, Ucraina.

## Demografie
Componența lingvistică a localității Velîka Iaromirka
     Ucraineană (99,25%)
     Alte limbi (0,19%)
Conform recensământului din 2001, majoritatea populației localității Velîka Iaromirka era vorbitoare de ucraineană (99,25%), existând în minoritate și vorbitori de alte limbi.